# Немања Савковић
Немања Савковић (Београд, 1973) српски је универзитетски предавач и редитељ.

## Биографија
Основне, магистарске и докторске студије завршио је на Факултету драмских уметности Универзиетат уметности у Београду.
Запослен је на Факултету уметности Универзитета у Приштини.
Члан је Удружења драмских уметника Србије.

## Одабрани радови
- Педагошки рад професора Предрага Бајчетића, 2012.[3]
- Развој мисли о глумачкој педагогији у Србији, 2016.[3]
- Допринос Милана Грола развоју српске глумачке педагогије, 2020.[3]
- Јован Суботић и почеци промишљања глуме код Срба, 2020.[3]
- Историјат глумачке педагогије у Србији до 1944. године, 2021.[3]
- Ничеово поимање грчке трагедије и трагичког светоназора, 2022.[3]
- Yuri Rakitin’s Work in the Field of Acting Pedagogy, International Journal, 357-362, 2023.[3]